# Orca (software)
Orca es un lector de pantalla de software libre flexible y extensible, desarrollado por el proyecto GNOME para personas ciegas o con discapacidades visuales. Mediante el uso combinado de voz sintetizada y/o braille, Orca permite acceder a aplicaciones y toolkits que soportan AT-SPI (p.ej. el escritorio GNOME, aplicaciones de Mozilla como Firefox/Thunderbird, los paquetes ofimáticos OpenOffice.org y LibreOffice, así como aplicaciones escritas con GTK+, Qt o Java Swing/SWT).
El desarrollo de Orca fue iniciado por la Oficina del Programa de Accessibilidad (Accessibility Program Office --APO-- en inglés) de Sun Microsystems, Inc. (ahora Oracle) con colaboraciones de muchos miembros de la comunidad. El concepto original y el primer prototipo de Orca fue realizado en 2004 por Mark Mulcahy, un programador ciego que trabajaba para Sun Microsystems.  Tras él abandonar Sun Microsystems para crear su propia empresa, la Oficina de Programa de Accessibilidad retomó el trabajo de Mark para continuar su desarrollo y publicó la primera versión el 3 de septiembre de 2006. Con la adquisición de Sun Microsystems por parte de Oracle en 2010, se procedió a la eliminación de todos los puestos de trabajo a tiempo completo dedicados al desarrollo de componentes de accesibilidad de GNOME, incluyendo al mantenedor de Orca, Willie Walker. Desde entonces, Orca es mantenido por voluntarios, liderados por Joanmarie Diggs. El 7 de septiembre de 2011, Igalia, una compañía española especializada en software libre, contrató a Joanmarie Diggs, permitiendo y apoyando su trabajo en Orca.
El nombre de Orca, que es otro término para denominar a las ballenas asesinas, forma parte de la tradición de usar nombres de animales marinos en los lectores de pantallas. Siguiendo esta tradición, existe un lector de pantalla para Windows llamado JAWS (que son las siglas de Job Access With Speech; en inglés "jaws" significa dentadura y se asocia con los tiburones tras la novela de Peter Benchley y sobre todo por la película de Steven Spielberg), el lector de pantalla Flipper para DOS y la compañía británica dedicada a productos relacionadas con la visión Dolphin Computer Access.
A partir de GNOME 2.16, Orca se convirtió en el lector de accesibilidad por defecto de GNOME, sustituyendo a Gnopernicus. A consecuencia de esto, Orca sigue el ciclo de publicación de versiones de GNOME, consistente en lanzar una nueva versión cada 6 meses. Orca está incluido por defecto en numerosas distribuciones de sistemas operativos, como Debian, Fedora, OpenSUSE, Ubuntu. o Solaris.
Linux Screen Reader (LSR) fue otro lector de pantalla alternativo a Orca, desarrollado por IBM, que se inició en 2006. Sin embargo, se abandonó su desarrollo al año siguiente ya que IBM centró sus recursos en otros proyectos.

## Características
Orca permite usar perfiles para guardar y cargar múltiples configuraciones, de manera que los usuarios puede acceder de forma rápida a diversos perfiles que, por ejemplo, facilitan en gran medida su uso con textos o entornos donde se usen varios idiomas.

## Lista de desarrolladores
El desarrollo de Orca está liderado por sus principales programadores con la ayuda de la comunidad. Los desarrolladores principales de Orca hasta la fecha son:
Actual:
- Joanmarie Diggs

Anteriores:
- Alejandro Leiva
- Willie Walker
- Mike Pedersen
- Eitan Isaacson
- Mesar Hameed

Otros desarrolladores que han hecho grandes contribuciones al proyecto son Marc Mulcahy, Rich Burridge y Scott Haeger.